# Luigi Lugiato

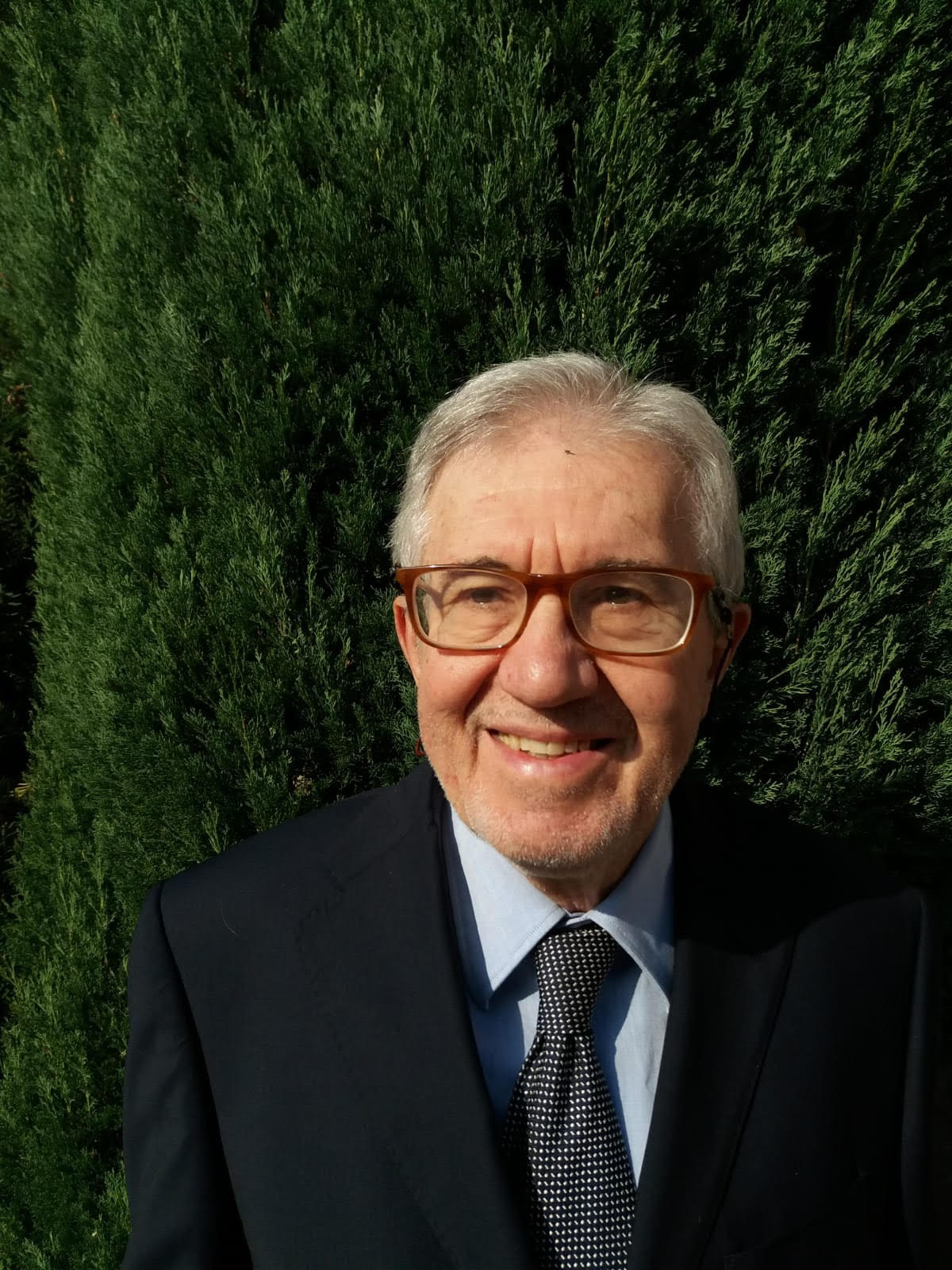
Luigi Lugiato, 2018

Luigi Lugiato (* 17. Dezember 1944 in Limbiate, Provinz Mailand) ist ein italienischer Physiker, der sich mit nichtlinearer Optik und Quantenoptik befasst.
Lugiato machte 1968 seinen Abschluss in Physik an der Universität Mailand, an der er danach weiterforschte. 1972 bis 1974 war er am Nationalen Kernforschungsinstitut (Istituto Nazionale di Fisica Nucleare, Sektion Mailand) und gleichzeitig Assistenzprofessor in Mailand. Ab 1987 hatte er eine volle Professor für Atomphysik am Polytechnikum in Turin und 1990 wurde er Professor für Quantenelektronik in Mailand. Seit 1998 ist er Professor für Physik an der Universität Insubria.
Lugiato arbeitet überwiegend theoretisch. Er befasste sich unter anderem mit optischer Bistabilität, optischen Instabilitäten, nichtklassisches Licht (z. B. Gequetschte Zustände), Ausbildung von optischen Mustern (Lugiato-Lefever-Gleichung mit Renè Lefever), Hohlraum-Solitonen (cavity solitons) und Quantenabbildungen (Quantum Images).
1988 bis 1994 war er Mitherausgeber von Optics Communications, 1991 bis 1993 bei Physical Review A und 1989 bis 1994 von Quantum Optics. Er ist Mitherausgeber des European Physical Journal D.
1987 erhielt er mit Rodolfo Bonifacio die Albert A. Michelson Medal. 2003 erhielt er den Preis für Quantenelektronik und Optik der European Physical Society und 2002 den Willis-E.-Lamb-Preis. Für 2019 wurde Lugiato der Quantum Electronics Award zugesprochen. Er ist Fellow der Optical Society of America und der American Physical Society. Seit 1996 ist er im Fachbeirat des Max-Planck-Instituts für Quantenoptik in Garching. 2011 wurde er zum Mitglied der Academia Europaea gewählt.

## Schriften
- Lugiato, C. O. Weiss Phasensingularitäten in Lasern, Physikalische Blätter, Band 47, 1991, S. 918, Online